# Yaolu
Yaolu är en ort i Kina. Den ligger i provinsen Guizhou, i den sydvästra delen av landet, omkring 190 kilometer sydost om provinshuvudstaden Guiyang. Antalet invånare är 923.